# Championnat de Finlande masculin de handball
Le Championnat de Finlande, ou Veikkausliiga, est le plus haut niveau des clubs masculins de handball en Finlande.

## Palmarès
Le palmarès est :
| Saison    | Champion         |
| --------- | ---------------- |
| 1943-1944 | TPS Turku        |
| 1944-1945 | Helsinki IFK     |
| 1945-1946 | Union Helsinki   |
| 1949-1950 | Union Helsinki   |
| 1950-1951 | Helsinki IFK     |
| 1951-1952 | Karhun Pojat     |
| 1952-1953 | Union Helsinki   |
| 1953-1954 | Karhun Pojat     |
| 1954-1955 | Union Helsinki   |
| 1955-1956 | Karhun Pojat     |
| 1956-1957 | Union Helsinki   |
| 1957-1958 | Union Helsinki   |
| 1958-1959 | Union Helsinki   |
| 1959-1960 | Union Helsinki   |
| 1960-1961 | Arsenal Helsinki |
| 1961-1962 | Arsenal Helsinki |
| 1962-1963 | Arsenal Helsinki |
| 1963-1964 | Union Helsinki   |
| 1964-1965 | Helsinki IFK     |
| 1965-1966 | Helsinki IFK     |
| 1966-1967 | UK-51 Helsinki   |
| 1967-1968 | BK-46 Karis      |
| 1968-1969 | UK-51 Helsinki   |
| 1969-1970 | UK-51 Helsinki   |
| 1970-1971 | UK-51 Helsinki   |
| 1971-1972 | Helsinki IFK     |

| Saison    | Champion         |
| --------- | ---------------- |
| 1972-1973 | Helsinki IFK     |
| 1973-1974 | Helsinki IFK     |
| 1974-1975 | Sparta Helsinki  |
| 1975-1976 | Sparta Helsinki  |
| 1976-1977 | Sparta Helsinki  |
| 1977-1978 | HC Kiffen        |
| 1978-1979 | BK-46 Karis      |
| 1979-1980 | BK-46 Karis      |
| 1980-1981 | Sjundea IF       |
| 1981-1982 | Sjundea IF       |
| 1982-1983 | BK-46 Karis      |
| 1983-1984 | BK-46 Karis      |
| 1984-1985 | BK-46 Karis      |
| 1985-1986 | BK-46 Karis      |
| 1986-1987 | BK-46 Karis      |
| 1987-1988 | BK-46 Karis      |
| 1988-1989 | BK-46 Karis      |
| 1989-1990 | Sjundea IF       |
| 1990-1991 | BK-46 Karis      |
| 1991-1992 | BK-46 Karis      |
| 1992-1993 | Drumso IK Dicken |
| 1993-1994 | BK-46 Karis      |
| 1994-1995 | BK-46 Karis      |
| 1995-1996 | BK-46 Karis      |
| 1996-1997 | BK-46 Karis      |
| 1997-1998 | BK-46 Karis      |

| Saison    | Champion          |
| --------- | ----------------- |
| 1998-1999 | Grankulla IFK     |
| 1999-2000 | HC Dennis         |
| 2000-2001 | HC Dennis         |
| 2001-2002 | BK-46 Karis       |
| 2002-2003 | BK-46 Karis       |
| 2003-2004 | HC Dennis         |
| 2004-2005 | Sjundea IF        |
| 2005-2006 | BK-46 Karis       |
| 2006-2007 | Riihimäen Cocks   |
| 2007-2008 | Riihimäen Cocks   |
| 2008-2009 | Riihimäen Cocks   |
| 2009-2010 | Riihimäen Cocks   |
| 2010-2011 | HC West           |
| 2011-2012 | HC West           |
| 2012-2013 | Riihimäen Cocks   |
| 2013-2014 | Riihimäen Cocks   |
| 2014-2015 | Riihimäen Cocks   |
| 2015-2016 | Riihimäen Cocks   |
| 2016-2017 | Riihimäen Cocks   |
| 2017-2018 | Riihimäen Cocks   |
| 2018-2019 | Riihimäen Cocks   |
| 2019-2020 | Annulé (Covid-19) |
| 2020-2021 | Riihimäen Cocks   |
| 2021-2022 | BK-46 Karis       |
| 2022-2023 | BK-46 Karis       |

## Bilan par club
| Rang | Club             | Titres | Saisons |
| ---- | ---------------- | ------ | --- |
| 1    | BK-46 Karis      | 22     | 1968, 1979, 1980, 1983, 1984, 1985, 1986, 1987, 1988, 1989, 1991, 1992, 1994, 1995, 1996, 1997, 1998, 2002, 2003, 2006, 2022, 2023 |
| 2    | Riihimäen Cocks  | 12     | 2007, 2008, 2009, 2010, 2013, 2014, 2015, 2016, 2017, 2018, 2019, 2021                                                             |
| 3    | Union Helsinki   | 9      | 1946, 1950, 1953, 1955, 1957, 1958, 1959, 1960, 1964                                                                               |
| 4    | Helsinki IFK     | 7      | 1945, 1951, 1965, 1966, 1972, 1973, 1974                                                                                           |
| 5    | Sjundea IF       | 4      | 1981, 1982, 1990, 2005 |
|      | UK-51 Helsinki   | 4      | 1967, 1969, 1970, 1971 |
| 7    | Karhun Pojat     | 3      | 1952, 1954, 1956 |
|      | Arsenal Helsinki | 3      | 1961, 1962, 1963 |
|      | Sparta Helsinki  | 3      | 1975, 1976, 1977 |
|      | HC Dennis        | 3      | 2000, 2001, 2004 |
| 11   | HC West          | 2      | 2011, 2012 |
| 12   | TPS Turku        | 1      | 1944 |
|      | HC Kiffen        | 1      | 1978 |
|      | Drumso IK Dicken | 1      | 1993 |
|      | Grankulla IFK    | 1      | 1999 |